# Cama-sec de soca
El cama-sec de soca, també anomenat popularment alzinoi, pollancró, flota d'alzina o rouró (Armillaria mellea), és un fong freqüent als Països Catalans, especialment a l'illa de Mallorca, i es pot comportar com un paràsit molt perjudicial i provocar problemes greus en explotacions forestals. L'any 1903 es va descriure una plaga en els tarongers de la vall de Sóller (Mallorca) que afectà d'una manera molt negativa en l'economia de la comarca.

## Morfologia
Típicament creix flotes, grups de nombrosos individus units pel peu, damunt soques d'alzines encara que es pot desenvolupar en molts tipus d'arbres diferents. El fet que creixin en flotes fa que sovint els capells d'aquests bolets estiguin 'tacats' de blanc per la caiguda de les espores dels que es troben damunt.
Els exemplars més joves presenten el capell tancat i tot el conjunt s'assembla a un clau, d'aquí ve el nom popular d'aquest bolet en italià: chiodini (clauet).
Capell: de 5 a 15 cm de diàmetre, de color mel, primer globós, tancat, amb petites esquames o punxes atapeïdes al centre que no perduren amb l'edat, després obert, amb un mamelló més obscur.
Himeni: format per làmines una mica decurrents, poc atapeïdes, desiguals, de color blanc a groc pàl·lid, amb tonalitats rogenques als exemplars més adults.
Peu: llarg, ample, corbat, robust encara que buit amb el temps, fibrós, sovint bulbós a la base, de color mel més pàl·lid a la part superior i obscur a la part inferior.
Anell: Amb un anell membranós ben evident inclús en els exemplars més adults, de color groc pàl·lid.
Carn: llenyosa al peu, de color blanc, d'olor fúngica i gust una mica amargant en cru.
Espores: el·líptiques, esporada blanca, de 7-9 x 5-6 micres.

## Hàbitat
Damunt soques d'alzines en grups de nombrosos individus, encara que es desenvolupen damunt molts tipus d'arbres i arbusts diferents com el romaní i les estepes.

## Risc de confusió amb altres bolets
Es pot confondre amb Hypholoma fasciculare que és un fong tòxic que apareix també sovint formant flotes normalment a pins i és de color ataronjat, presenta una cortina fugaç de color groc, té les espores de color terrós i les làmines grogues quan és jove passant després a color verd, verd-marró i gris.

## Comestibilitat
Els exemplars joves són bons comestibles una vegada rebutjat el peu, que és molt fibrós. Se sap que aquest bolet pot ser mal tolerat per algunes persones provocant problemes gastrointestinals pel que es recomana, la primera vegada que es consumeix, fer-ho en poca quantitat.